# سمارة (فلم)
سمارة هو فيلم مصري عرض عام 1956، بطولة تحية كاريوكا ومحسن سرحان ومحمود إسماعيل، ومن إخراج حسن الصيفي.

## قصة الفيلم
يقع المهرب سلطان (محمود إسماعيل) في حب الراقصة سمارة (تحية كاريوكا) وذلك بعد أن قتلت أمها وهجرها أبوها السكير فكفلها وتزوجها وأشركها معه في حياته كلها وحتى أعماله ، كانت لها الكلمة الأولى في محيط عصابته وكان يمدهم أحد الرجال الكبار بالحشيش وعندما أحس رجال الحكومة بمدى خطورة هذه العصابة قاموا بدس واحد منهم وهو الضابط الضابط فؤاد حسين (محسن سرحان) وسط العصابة على أنه مجرم هارب وتفلح الحيلة ويدخل العصابة بناء على أمر من سمارة إلا أنهم يكتشفون أنه من الشرطة في وقت لاحق.

## طاقم التمثيل
- تحية كاريوكا: (سمارة)
- محسن سرحان: (الضابط فؤاد حسين / سيد أبو شفة)
- محمود إسماعيل: (المعلم سلطان)
- محمود المليجي: (رئيس العصابة / نبيه بيه)
- سراج منير: (مدير المباحث)
- إستفان روستي: (مسألش)
- السيد بدير: (دنجل)
- فؤاد جعفر: (الضابط إسماعيل)
- عبد العزيز خليل: (عجلة)
- رياض القصبجي
- محمد توفيق: (مضحكة)
- محمد السبع
- محمد الديب
- شفيق نور الدين: (خميس)
- عواطف يوسف: (الراقصة)
- محسن حسنين: (من رجال العصابة)
- عبد المنعم إسماعيل: (القهوجي)
- حسين إسماعيل: (بائع تذاكر السينما)
- جمالات زايد: (حسنية)
- فيفي سعيد
- سعاد أحمد: (والدة سمارة)
- زكي الحرامي
- عبد المنعم سعودي
- أنور زكي: (حسني)
- علي المعاون: (من رجال المباحث)
- جورج يوردانيدس: (جرسون)

## فريق العمل
- إخراج: حسن الصيفي
- تأليف: محمود إسماعيل
- اشترك في الحوار: عبد المنعم السباعي
- مدير التصوير: محمود نصر
- مونتاج: عبد المنعم توفيق
- موسيقى تصويرية: عطية شرارة
- إنتاج: أفلام حسن الصيفي
- توزيع: شركة الشرق للتوزيع

## روابط خارجية
- مقالات تستعمل روابط فنية بلا صلة مع ويكي بيانات